# Франческа. Повелителька траєкторій
«Франческа. Повелителька траєкторій» — дебютний роман українського письменника бурятсько-монгольского походження Доржа Бату. Роман розповідає про аерокосмічну операторку НАСА Франческу, яка веселиться навіть на найвідповідальнішій роботі.

## Історія появи книжки
У 2017 році Дорж Бату розпочав вести особистий блог у Facebook, де ділився історіями з робочих буднів працівників НАСА. Ці історії одразу стали популярними в українському сегменті мережі й дуже скоро читачі його блогу у Facebook почали просити автора, аби він видав всі історії разом однією книжкою. Відтак виникла ідея видати книжку про пригоди Франчески та її колег з НАСА, яку допомогло втілити у життя видавництво «ВСЛ», яке й видало роман у березні 2018 році під назвою «Франческа. Повелителька траєкторій».

## Видання
Книжка «Франческа. Повелителька траєкторій» вийшла у березні 2018 року у видавництві «ВСЛ». Редактором виступив відомий кіно- та літературний митець Олекса Негребецький, а малюнки в стилі коміксів створив відомий український художник-ілюстратор Олександр Ком'яхов.
- Дорж Бату. Франческа. Повелителька траєкторій . Іл.: Олександр Ком'яхов. Львів: Видавництво Старого Лева, 2018. 304 стор. ISBN 978-617-679-485-1[3].

## Відгуки літкритиків
Оглядач сайту mrpl.city Іван Синєпалов розташував роман на 4 місці у переліку найкращих книжок, виданих українською мовою у 2018 році. Оглядач Trip w/ Book Роман Зарічний дав книзі 10 з 10 й вніс до топу найкращих українських романів 2018 року.

## Продовження
У 2019 році вийшло продовження — роман «Франческа. Володарка офіцерського жетона».